# Constantijn Kortmann
Constantinus Albertus Josephus Maria (Constantijn of Tijn) Kortmann (Groesbeek, 14 maart 1944 – Heilig Landstichting, 24 januari 2016) was een Nederlands staatsrechtgeleerde.
Kortmann behaalde in 1967 zijn doctoraal examen Nederlands recht aan de Katholieke Universiteit Nijmegen. In 1964 studeerde hij ook een half jaar Frans in Parijs aan het Institut Catholique. Na zijn doctoraal examen rechten zette hij de studie Frans, alsook Frans publiekrecht, nog een jaar voort aan de universiteit van Poitiers. In 1971 promoveerde hij aan de KU Nijmegen bij Sijward van Wijnbergen op het proefschrift 'Égalité' en 'Défense': een rechtsvergelijkend onderzoek naar enige algemene rechtsbeginselen.
Van 1976 tot 1981 was Kortmann lector/hoogleraar Nederlands en vergelijkend staatsrecht aan de Universiteit van Amsterdam, sinds 1981 hoogleraar staatsrecht en algemene staatsleer aan de Radboud Universiteit. Tot drie keer toe was hij decaan aan de Faculteit der Rechtsgeleerdheid; eenmaal in Amsterdam, tweemaal in Nijmegen. In 2004 benoemde de Koninklijke Nederlandse Akademie van Wetenschappen hem tot Akademiehoogleraar. In februari 2009 ging hij met emeritaat.
Tot Kortmanns belangrijkste publicaties behoren het handboek Constitutioneel recht (waarvoor hem in 1996 de Thorbecke-penning toegekend werd), Het staatsrecht van de landen van de Europese Unie, en Het bestuursrecht van de landen der Europese Gemeenschappen – de laatste twee in samenwerking met Lucas Prakke.
Kortmann werd vanwege zijn vermogen complexe juridische zaken eenvoudig en levendig uit te leggen regelmatig om advies en uitleg gevraagd in publiekrechtelijke kwesties. In 2005 benoemde de Tweede Kamer hem tot voorzitter van de referendumcommissie, die een samenvatting maakte van de Europese Grondwet en subsidies verdeelde tussen voor- en tegenstanders van de Grondwet.

## Persoonlijk
Zijn vader Constant Kortmann was commissaris van de Koningin in Noord-Brabant. Van zijn broers was Sebastian Kortmann rector magnificus van de Radboud Universiteit en was Yvo Kortmann burgemeester.

## Onderscheiding
- Ridder in de Orde van de Nederlandse Leeuw (27 februari 2009)